# Красовское
Красовское (укр. Красівське) — село,
Красовский сельский совет,
Криворожский район,
Днепропетровская область,
Украина.
До 2016 года село носило название Красино.
Код КОАТУУ — 1221883501. Население по переписи 2001 года составляло 1657 человек.
Является административным центром Красовского сельского совета, в который, кроме того, входят сёла
Водяное,
Красное,
Садовое,
Новожитомир,
Суворовка, 
Трудовое и 
посёлок Новые Садки.

## Географическое положение
Село Красовское примыкает к селу Суворовка.
По селу протекает пересыхающий ручей с запрудой.
На расстоянии в 3,5 км расположен аэродром «Долгинцево» (база 363 военно-транспортного авиаполка).

## История
- Основано в качестве еврейской земледельческой колонии в 1924 году.
- Село (бывшая еврейская земледельческая колония) Ларино было включено в черту села Красино.

## Экономика
- «Каскад», фермерское хозяйство.
- ООО «ШИК».
- ЧП «Зернына».

## Объекты социальной сферы
- Школа.
- Детский сад.
- Клуб.

## Известные люди
- Невпряга Николай Тимофеевич (1925) — Герой Советского Союза, родился в селе Красино.

## Достопримечательности
- Братская могила советских воинов.